# Pselactus spadix spadix
Pselactus spadix spadix é uma subespécie de insetos coleópteros polífagos pertencente à família Curculionidae.
A autoridade científica da subespécie é Herbst, tendo sido descrita no ano de 1795.
Trata-se de uma subespécie presente no território português.